# Cantone di Saint-Just-Saint-Rambert
Il Cantone di Saint-Just-Saint-Rambert è una divisione amministrativa dell'arrondissement di Montbrison.
A seguito della riforma approvata con decreto del 26 febbraio 2014, che ha avuto attuazione dopo le elezioni dipartimentali del 2015, è passato da 12 a 18 comuni.

## Composizione
I 12 comuni facenti parte prima della riforma del 2014 erano:
- Boisset-lès-Montrond
- Bonson
- Chambles
- Craintilleux
- Périgneux
- Saint-Cyprien
- Saint-Just-Saint-Rambert
- Saint-Marcellin-en-Forez
- Saint-Romain-le-Puy
- Sury-le-Comtal
- Unias
- Veauchette

Dal 2015 i comuni appartenenti al cantone sono i seguenti 18:
- Aboën
- Apinac
- Bonson
- Chambles
- Estivareilles
- Merle-Leignec
- Périgneux
- Rozier-Côtes-d'Aurec
- Saint-Bonnet-le-Château
- Saint-Cyprien
- Saint-Hilaire-Cusson-la-Valmitte
- Saint-Marcellin-en-Forez
- Saint-Maurice-en-Gourgois
- Saint-Nizier-de-Fornas
- Saint-Just-Saint-Rambert
- Sury-le-Comtal
- La Tourette
- Usson-en-Forez